# Elizabeth (Louisiana)
Elizabeth és una població dels Estats Units a l'estat de Louisiana. Segons el cens del 2000 tenia 574 habitants.

## Demografia
Segons el cens del 2000, Elizabeth tenia 574 habitants, 191 habitatges, i 165 famílies. La densitat de població era de 136,8 habitants/km².
Dels 191 habitatges en un 47,1% hi vivien nens de menys de 18 anys, en un 61,8% hi vivien parelles casades, en un 22% dones solteres, i en un 13,6% no eren unitats familiars. En l'11% dels habitatges hi vivien persones soles el 5,8% de les quals corresponia a persones de 65 anys o més que vivien soles. El nombre mitjà de persones vivint en cada habitatge era de 3,01 i el nombre mitjà de persones que vivien en cada família era de 3,17.
Per edats la població es repartia de la següent manera: un 32,2% tenia menys de 18 anys, un 9,8% entre 18 i 24, un 26,8% entre 25 i 44, un 19,2% de 45 a 60 i un 12% 65 anys o més.
L'edat mediana era de 30 anys. Per cada 100 dones de 18 o més anys hi havia 86,1 homes.
La renda mediana per habitatge era de 28.750 $ i la renda mediana per família de 30.375 $. Els homes tenien una renda mediana de 30.000 $ mentre que les dones 21.250 $. La renda per capita de la població era de 10.259 $. Entorn del 14,8% de les famílies i el 15,5% de la població estaven per davall del llindar de pobresa.

## Poblacions més properes
El següent diagrama mostra les poblacions més properes.